# Ruschia firma
Ruschia firma är en isörtsväxtart som beskrevs av L. Bol. Ruschia firma ingår i släktet Ruschia och familjen isörtsväxter. Inga underarter finns listade i Catalogue of Life.